# Maurizio Marchesi
Maurizio Marchesi (Brescia, 7 novembre 1947 – Roma, 20 dicembre 2010) è stato un giornalista italiano, direttore responsabile dell'agenzia di stampa Il Velino.

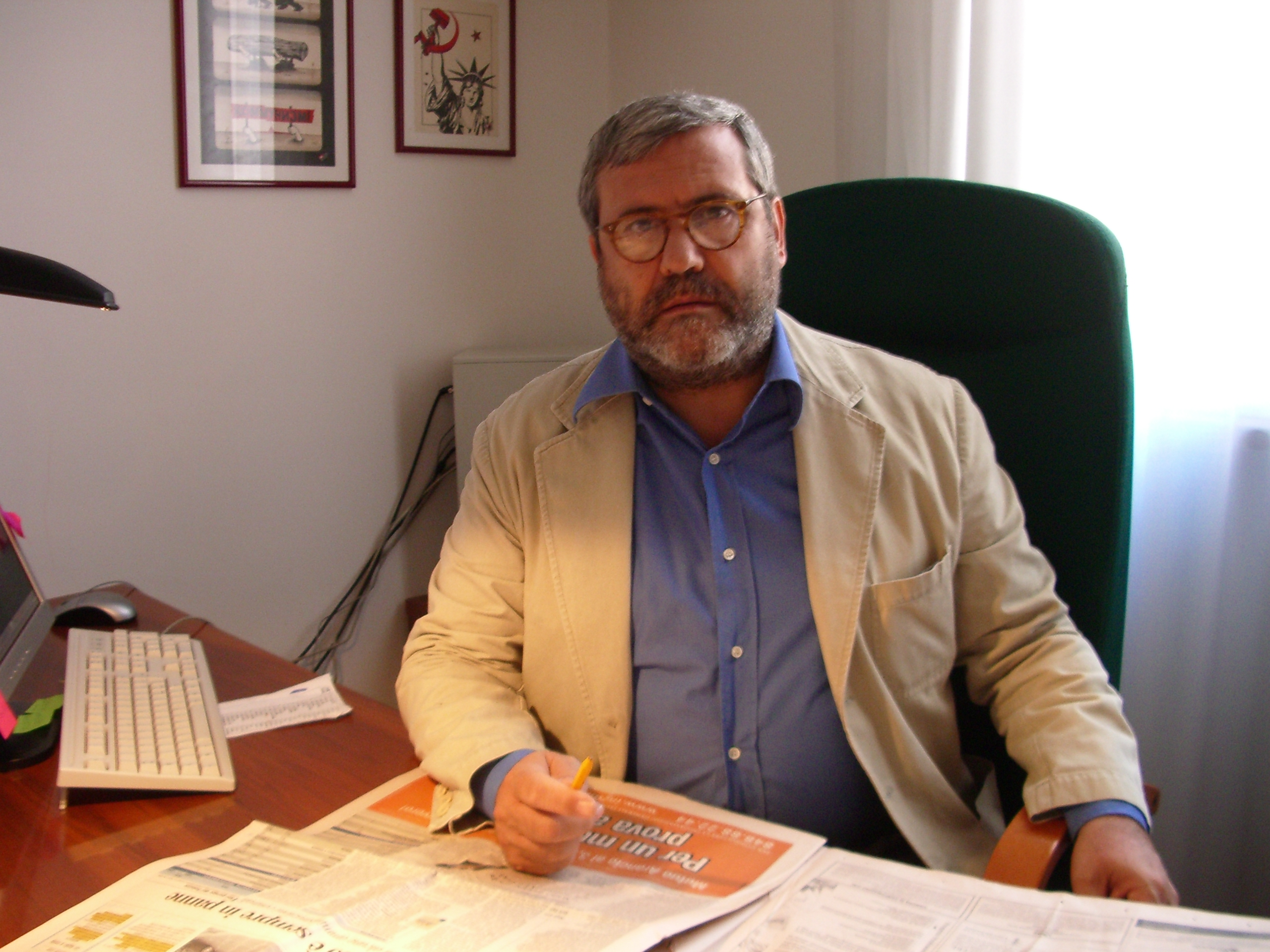
Maurizio Marchesi nella redazione del Velino

È stato capo della redazione romana di Bresciaoggi fino al 1983, collaboratore de L'Espresso diretto da Livio Zanetti, redattore parlamentare e capo del servizio politico del settimanale Arnoldo Mondadori Editore Epoca sino all'inizio del 1997.
Ha collaborato con Maurizio Costanzo al lancio del primo telegiornale, Contatto, trasmesso su scala nazionale da una rete privata (PIN - Primarete Indipendente), e con Carlo Gregoretti, Enzo Biagi, Enzo Tortora e Pippo Baudo ai programmi originali di Retequattro. È stato editorialista de L'Indipendente diretto da Vittorio Feltri e de Il Giornale diretto da Maurizio Belpietro.
Muore a Roma, improvvisamente, la mattina del 20 dicembre 2010, all'età di 63 anni, stroncato da un infarto.
| Controllo di autorità | SBN UBOV735459 |